# Riflessi in un cielo scuro
Pour plus de détails, voir Fiche technique et Distribution.
Riflessi in un cielo scuro est un film italien réalisé par Salvatore Maira, sorti en 1991.

## Fiche technique
- Titre : Riflessi in un cielo scuro
- Réalisation : Salvatore Maira
- Scénario : Salvatore Maira, Massimo Franciosa et Luisa Montagnana
- Production : Massimo Guizzi
- Photographie : Alfio Contini
- Musique : Alfredo Muschietti
- Pays d'origine : Italie
- Genre : drame
- Date de sortie : 1991

## Distribution
- Françoise Fabian : Valeria
- Anna Kanakis : Chim
- Valerie Perrine : Caterina
- Peter Stormare
- Maurizio Donadoni
- Brigitte Christensen
- Bettina Giovannini
- Vittorio Mezzogiorno
- Stefano Maria Mioni : Il Pusher
- Stefano Madia